# Варани
Варани (лат. Varanidae) су породица гуштера из натпородице Varanoidea. Ова породица обухвата наоко разнолику скупину месоједа и/или биљоједа, класификованих у један савремени род Varanus и неколико изумрлих родова. У овој породици су и највећи фосилни копнени гуштер (Varanus priscus) и највећи савремени гуштер (змај са Комода, Varanus komodoensis). 

## Класификација
Породица варана се данас посматра у уском смислу, када обухвата само један савремени и три изумрла рода. Родови обично укључени у породицу (или у потпородицу Varaninae према Конрадуа) су: 
- †Iberovaranus Hoffstetter, 1969 - (могућ млађи синоним за род Varanus)[3]
- †Ovoo Norell, Gao, & Conrad, 2008[4]
- †Saniwa Leidy, 1870
- Varanus Shaw, 1790